# Associazione Sportiva Fanfulla 1960-1961
Questa voce raccoglie le informazioni riguardanti l'Associazione Sportiva Fanfulla nelle competizioni ufficiali della stagione 1960-1961.

## Stagione
Nella stagione 1960-61 la squadra lodigiana ha disputato il campionato di Serie C, girone A, piazzandosi in quarta posizione con 37 punti, il Modena con 44 punti è stato promosso in Serie B, mentre sono retrocesse in Serie D l'Entella ed il Piacenza.

## Rosa
| N. |                   | Ruolo | Calciatore        |
| -- | ----------------- | ----- | ----------------- |
|    | Italia (bandiera) | D     | Giampiero Bassi   |
|    | Italia (bandiera) | A     | Paolo Bernasconi  |
|    | Italia (bandiera) | A     | Enrico Brambilla  |
|    | Italia (bandiera) | A     | Giuseppe Broggi   |
|    | Italia (bandiera) | D     | Florio Ghezzi     |
|    | Italia (bandiera) | C     | Silvano Chiumento |
|    | Italia (bandiera) | A     | Agostino De Nardi |
|    | Italia (bandiera) | C     | Oscar Lorenzi     |
|    | Italia (bandiera) | A     | Graziano Moroni   |

| N. |                   | Ruolo | Calciatore             |
| -- | ----------------- | ----- | ---------------------- |
|    | Italia (bandiera) | C     | Mario Pezzetti         |
|    | Italia (bandiera) | D     | Giovanni Ramella       |
|    | Italia (bandiera) | C     | Danilo Ravani          |
|    | Italia (bandiera) | C     | Luigi Sala             |
|    | Italia (bandiera) | P     | Gianbattista Servidati |
|    | Italia (bandiera) | P     | Mario Sesti            |
|    | Italia (bandiera) | C     | Adelio Verga           |
|    | Italia (bandiera) | P     | Silvano Vincenzi       |
|    | Italia (bandiera) | D     | Giampiero Vitali       |